# جهاز التنفس الاصطناعي مفتوح المصدر

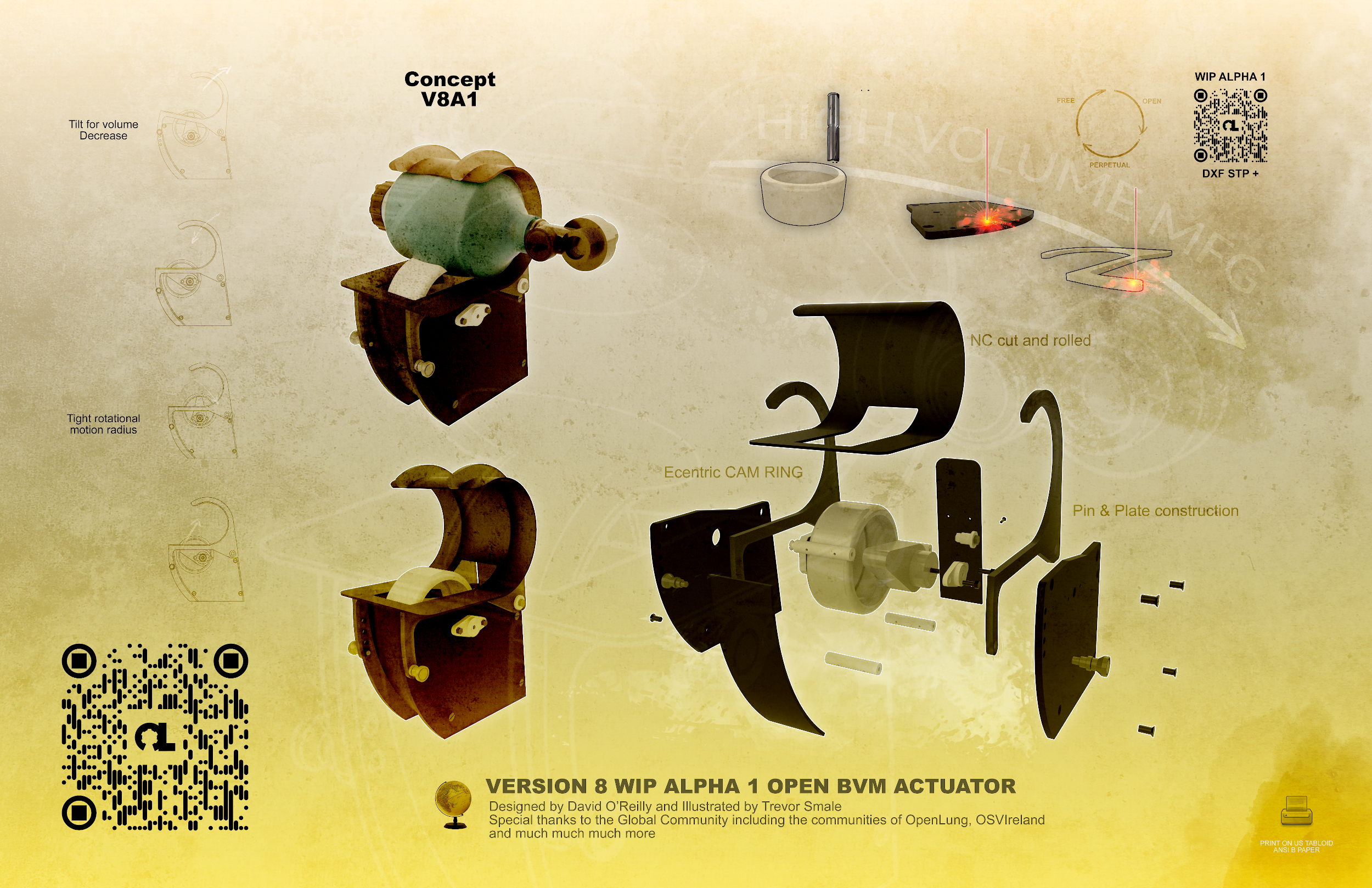

جهاز التنفس الاصطناعي مفتوح المصدر هو جهاز تهوية ميكانيكية مخصص لحالات الكوارث، يُصنع باستخدام تصميم مجاني الترخيص (مفتوح المصدر)، ويستخدم، في الأحوال المثالية، قطعًا ومكونات متوفرة بكثرة (عتاد مفتوح المصدر). تتراوح التصاميم والمكونات والأجزاء من كونها مهندَسة عكسيًا بالكامل إلى التصاميم الجديدة كليًا، قد تكون المكونات معدلة عن منتجات رخيصة الثمن موجودة مسبقًا، كما يمكن طباعة القطع الخاصة صعبة التأمين أو باهظة الثمن باستخدام الطابعة ثلاثية الأبعاد بدلًا من شرائها. بدءًا من أوائل عام 2020، كان مستوى توثيق وتجربة أجهزة التنفس الاصطناعي مفتوحة المصدر أدنى بكثير من المعايير العلمية والقابلة للاستخدام الطبي.
من النماذج الأولية الصغيرة الباكرة نذكر جهاز التنفس الاصطناعي المخصص للجائحات، والذي صُمم عام 2008 خلال عودة ظهور جائحة إنفلونزا الطيور (H5N1) التي بدأت عام 2003، وكان هذا السبب وراء تسميته «ذلك لأن الهدف من صناعته كان استخدامه كجهاز تنفس اصطناعي اضطراري خلال جائحة محتملة من إنفلونزا الطيور».

## تقييم الجودة
من الناحية النظرية، تسمح سياسة استخدام كل من البرمجيات المجانية ومفتوحة المصدر من جهة، والعتاد مفتوح المصدر من جهة أخرى بتطبيق مراجعة الأقران على نطاق مجتمعي واسع وتصحيح واسع النطاق للأعطال والثغرات الموجودة في أجهزة التنفس الاصطناعي مفتوحة المصدر، وهو ما لا يمكن تطبيقه في عملية تطوير العتاد مغلق المصدر. في أوائل عام 2020 خلال جائحة مرض فيروس كورونا 2019 (المعروف باسم كوفيد-19)، ذكرت مراجعة لأجهزة التنفس الاصطناعي مفتوحة المصدر أن «الأنظمة التي جُربت وخضعت لمراجعة الأقران افتقرت إلى التوثيق الكامل وأن الأنظمة المفتوحة الموثقة منها كانت إما في المراحل المبكرة للتصميم.. أو لم تخضع للتجريب سوى من النواحي الأساسية..» خمن كاتب المراجعة أن الجائحة قد تنشط عملية التطوير التي سوف تضيف تحسينات كبيرة إلى أجهزة التنفس الاصطناعي مفتوحة المصدر، كما أن هناك حاجة للكثير من العمل والسياسات والأنظمة والتمويل من أجل أن تحقق أجهزة التنفس الاصطناعي مفتوحة المصدر مستوى المعايير الطبية المرغوبة.

## متطلبات التصميم
هناك عدد من المواصفات المطلوبة لاستخدام جهاز التنفس الاصطناعي الآلي بشكل آمن على المريض:
- وسيلة لقياس حجم الهواء المنفوخ ومعدل التنفس والتحكم بهما بهدف تجنب الأذية الناتجة عن فرط التهوية (شكل من أشكال الرضح الضغطي).
- مراقبة ضغط الشهيق ومعدل التنفس (بواحدة نفس في الدقيقة) ونسبة زمن الشهيق إلى زمن الزفير.
- بالنسبة إلى المرضى غير المركّنين، وضعية تنفس «مساعد» تعمل على زيادة التنفس عندما يبدأ المريض بالشهيق بدلًا من إقحام الهواء بمعدل ثابت.[4][5]
- بالنسبة إلى مرضى متلازمة الضائقة التنفسية الحادة، إمكانية تحديد الضغط الإيجابي في نهاية الزفير من أجل الوقاية من انخماص الأسناخ الرئوية.[6]
- إمكانية ترطيب الهواء الذي يدخل الطرق التنفسية للوقاية من تجفف وتبريد الأسناخ الرئوية.

أما المتطلبات اللازمة من أجل التهوية الآلية غير الغازية فهي أقل صرامة.

## جائحة مرض فيروس كورونا 2019
في التاسع عشر من مارس عام 2020 وبعد أسبوعين من الدراسات والبحث حول العالم عن المشاريع، بدأت مبادرة أوبن فنتيليتر للمنافس المجانية ومفتوحة المصدر. نشر جيريمياس ألماداس بعض المسودات للمشاريع التي أعدها كمستلزمات طبية مفتوحة المصدر في مواجهة كوفيد-19. اتصل به ماركوس مينديز من أجل مشاركة الجهود المبذولة لتطوير حل يمكن إعادة إنتاجه بكميات كبيرة جدًا. في وقت لاحق أُطلق على هذا المشروع اسم أوبن فنتيليتر من نموذج سبارتان.
مع قدوم الجائحة ظهر تحدّ جديد، وهو ليس مجرد تصنيع أجهزة التنفس الاصطناعي، إنما تصميم جهاز يحل المشكلة على مستوى عالمي، وتصنيعه بكمية هائلة مع وجود قطع كافية في البلدات الصغيرة والقرى. هذه هي الأهداف التي طمحت إليها بعض المشاريع مثل أوبن فنتيليتر.
في الثامن عشر من مارس، جعلت شركة ميدترونيكس شيفرتها والملفات التفصيلية اللازمة لتصنيع أجهزة التنفس الاصطناعي الخاصة بها مفتوحة بالكامل. كانت الأزمة على مستوى كبير بشكل لا يسمح للشركة بتلبية الطلب العالمي أو حتى المحلي. بادرت شركات أخرى أيضًا بهذا التصرف لاحقًا مثل فيليبس وجي آند إي ودريغر، وهي شركات عالمية رائدة في مجال تصنيع هذه المعدات. لم يكن من المنطقي إعادة اختراع شيء كان موجودًا وقيد الدراسة لمدة تصل إلى 100 سنة. لم تكن المشكلة هندسية، إنما كانت لوجستية وكمية إذا كانت هذه المشاريع لتظهر بشكل قابل للإنجاز والتطبيق. يجب إلغاء مركزية التصنيع والتركيز على الموارد المحلية لكل شخص على كوكب الأرض. تسع من كل عشر مدن برازيلية لا تملك عناية مشددة، ناهيك عن مخازن إلكترونيات أو مصنع لأجهزة الأمبو. أُعلن مسبقًا عن أن الوضع في أفريقيا كارثي.
بدأت عدة مشاريع بالظهور في هذا المجال، يعتمد العديد منها على مقاربة هندسية، بينما اتبعت المشاريع الأخرى تحققًا صارمًا من الأنظمة.